# Lieksa
Lieksa är en stad i landskapet Norra Karelen i Finland. Lieksa har 10 543 invånare och har en yta på 4 067,6 km². Grannkommuner är Ilomants, Joensuu, Juga, Kontiolax, Kuhmo och Nurmes.
Lieksa är enspråkigt finskt.

## Historia
Lieksa har en föregångare i staden Brahea, som låg på samma plats under andra hälften av 1600-talet. Orten fick järnväg i slutet av 1800‐talet. Lieksa blev köping 1936. Den nuvarande staden Lieksa bildades den 1 januari 1973 då Lieksa köping och Pielisjärvi kommun slogs samman och är till ytan Finlands tredje största stad. Efter andra världskriget gick staden igenom en viss högkonjunktur som höll i sig till 1970‐talet. Läget i en av Finlands fattigaste regioner har under de senaste decennierna betytt en kraftigt negativ utveckling för staden i dess helhet, och invånarantalet har nästan halverats jämfört med de 26 000 som bodde i staden 1970.

## Styre och politik

### Mandatfördelning i Lieksa stad, valen 1976–2021
| 5 | 17 | 2 | 9 |  |  | 8 |

| 4 | 17 | 2 | 11 |  |  | 7 |

| 3 | 18 | 3 | 11 |  | 7 |

| 3 | 19 | 2 | 11 |  | 7 |

| 3 | 21 |  |  | 10 | 2 | 5 |

| 2 | 21 |  | 13 |  | 5 |

| 2 | 21 | 14 | 2 | 4 |

| 2 | 16 |  | 12 |  | 3 |

| 22 | 13 |

| 2 | 15 | 2 | 11 | 2 | 3 |

| 18 | 17 |

|  | 12 | 8 | 10 |  | 3 |

| 22 | 13 |

|  | 13 | 5 | 12 |  | 3 |

| 22 | 13 |

|  | 10 |  | 6 | 13 |  | 3 |

| 24 | 11 |

### Vänorter
Lieksa har två vänorter:
- Balvi, Lettland
- Segezja, Ryssland

## Ekonomi och infrastruktur

### Näringsliv
Staden drabbades hårt av det tidiga 1990‐talets lågkonjunktur vilket lett till en omfattande arbetslöshet. Viss verkstadsindustri finns i staden.

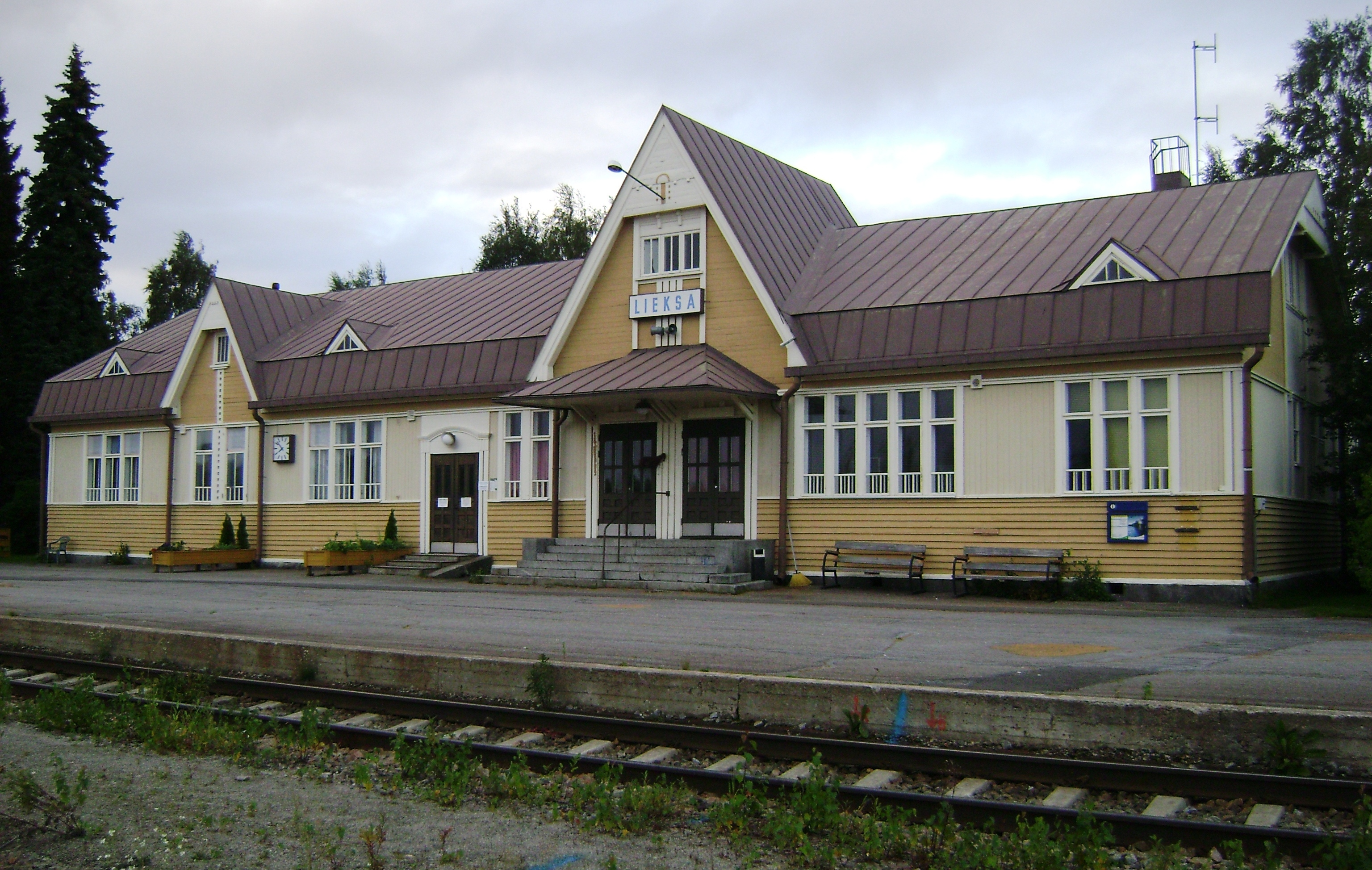
Lieksa järnvägsstation

## Demografi
| Befolkningsutvecklingen i Lieksa stad 1975–2020                                                              | Befolkningsutvecklingen i Lieksa stad 1975–2020 | Befolkningsutvecklingen i Lieksa stad 1975–2020 | Befolkningsutvecklingen i Lieksa stad 1975–2020 | Befolkningsutvecklingen i Lieksa stad 1975–2020 |
| --- | ----------------------------------------------- | ----------------------------------------------- | ----------------------------------------------- | ----------------------------------------------- |
| |                                                 |                                                 |                                                 |                                                 |
| År |                                                 |                                                 | Folkmängd                                       |                                                 |
| 1975 | 1975                                            |                                                 | 19 474                                          |                                                 |
| 1980 | 1980                                            |                                                 | 19 157                                          |                                                 |
| 1985 | 1985                                            |                                                 | 18 588                                          |                                                 |
| 1990 | 1990                                            |                                                 | 17 527                                          |                                                 |
| 1995 | 1995                                            |                                                 | 16 752                                          |                                                 |
| 2000 | 2000                                            |                                                 | 15 208                                          |                                                 |
| 2005 | 2005                                            |                                                 | 13 722                                          |                                                 |
| 2010 | 2010                                            |                                                 | 12 687                                          |                                                 |
| 2015 | 2015                                            |                                                 | 11 772                                          |                                                 |
| 2020 | 2020                                            |                                                 | 10 719                                          |                                                 |
| Anm: Uppgifterna avser förhållandena den 31 december nämnda år enligt områdesindelningen den 1 januari 2022. |                                                 |                                                 |                                                 |                                                 |